# Danilo Arrieta
Danilo Esteban Arrieta Cerda (født 10. januar 1987 i Villa Alemana) er en dansk tidligere fodboldspiller med chilenske rødder, der senest spillede som angriber for Viborg FF.

## Karriere
Danilo Arrieta blev som ungdomsspiller regnet for Danmarks måske største talent. I årene 2002-2004 var det unge talent en del af den spanske storklub, Valencia C.F., her spillede han på hold med spillere som David Silva, Raul Albiol, Mohamed Sissoko og Jaime Gavilan. Han returnerede til dansk fodbold og AGF (Århus Gymnastik Forening), hvor han allerede som 17-årig fik debut i den bedste danske række.
Efter en lovende start i AGF gik Danilo Arrieta imidlertid mere eller mindre i stå i sin udvikling, og efter to sæsoner i AGF gik turen tilbage til Spanien, hvor Arrieta spillede i den tredjebedste række for henholdsvis Club Deportivo Eldense og Orihuela CF.
I december 2007 tilbød Vejle Boldklub Arrieta en halvårig kontrakt som udviklingsspiller.

### Hobro IK
Arrieta har nydt stor succes i den jyske klub Hobro IK, som han skiftede til efter et mislykkedes ophold i Vejle Boldklub.
Det er således blevet til adskillige ligamål for klubben – 58 ligamål ved vinterpausen 2011-2012 – der nu er at finde i den danske 1. division, siden sit skifte i februar 2009. Trods vedvarende rygter om interesse fra flere større danske og udenlandske klubber, har Arrieta underskrevet en kontrakt med Hobro IK, som gælder frem til 2013.

#### 2008-2009
Arrieta skrev i februar 2009 en halvårig kontrakt med Hobro IK, som på daværende tidspunkt fristede en tilværelse i midten af 2. division vest.
Det første halve år i den nordjyske klub blev en stor succes for Arrieta. Den lille angriber fandt for alvor spillelysten, og scorede i alt 10 ligamål. Som direkte resultat heraf forlængede Hobro IK i juni 2009 kontrakten med Arrieta med 1 år, for sæsonen 2009-2010.

#### 2009-2010
I sin første hele sæson hos Hobro IK, var Arrieta hovedpersonen bag klubbens oprykning til den dansk 1. division.
Arrieta blev med 28 sæsonmål topscorer i 2. division vest – med 11 mål flere end den næstmest scorende spiller i ligaen. Hobro IK endte sæsonen på en 2. plads i 2. division vest efter FC Hjørring, med 60 point efter 30 kampe, og sikrede dermed oprykning.
Arrieta spillede også en vigtigt rolle for holdet i DBU's Landspokalturnering for herrer 2009-10. Hobro IK nåede til 5. runde af turneringen som eneste hold fra den danske 2. division, efter sejre over Hadsund BK, Kolding FC, Allerød FK og Superligamandskabet AaB – Arrieta blev matchvinder i den overraskende sejr over AaB i 4. runde. Kvartfinalen blev endestationen for Hobro IK, med et nederlag til de senere finaledeltagere FC Midtjylland.
I juli 2010 blev Arrieta enig med Hobro IK om en etårig forlængelse af sin kontrakt, og sikrede sig dermed en billet til den danske 1. division.

#### 2010-2011
I den første sæson med Hobro IK i den danske 1. division, Arrieta hjalp Hobro IK til overlevelse med 14 sæsontræffere, en delt 5. plads på topscorelisten i 1. Division.
Endvidere lykkedes det for den nordjyske klub at forlængede kontrakten med Arrieta i januar 2011, så Hobro IK nu har papir på den tekniske angriber frem til 2013.

#### 2011-2012
I sæsonen 2011-2012 spillede Arrieta igen en hovedrolle for Hobro IK. Med 6 scoringer ved vinterpausen og en delt 4. plads på topscorelisten, overvintrede Arrieta og Hobro IK på 11. pladsen i den danske 1. Division.

### Viborg FF
I sommeren 2012 indgik Arrieta en aftale med 1. divisionsklubben Viborg FF gældende fra starten af 2013, hvor hans kontrakt med Hobro udløb. Arrieta tiltrådte dog i Viborg FF umiddelbart efter da klubberne blev enige om et skifte allerede fra starten af 2012/13-sæsonen.

### Skive IK
Den 12. januar 2015 blev han enig med Viborg om en ophævelse af kontrakten, efter nogle år med minimal spilletid og skader. Han skrev derefter en kontrakt med Skive IK gældende til sommeren 2015.
I Skive bliver han genforenet med træner Jakob Michelsen, som var Arrietas træner i Hobro IK

### Lyngby BK
Den 6. marts 2015 blev det offentliggjort, at Arrieta efter sommeren 2015 fortsatte i Lyngby BK, hvor han havde skrevet kontrakt til 2017. Her nåede han at spille 26 kampe og score 3 mål. Han var i den sidste tid af kontraktperioden plaget af en del skader og havde derpå svært ved at opnå spilletid. Af den grund blev Arrieta enig med klubben om ikke at forlænge kontrakten for at få mulighed for at finde en klub, hvor han kunne få mere spilletid.

### Viborg FF
Den 3. august 2017 skiftede han til Viborg FF hvor han tidligere har spillet fra 2012-2015. Kontrakten var gældende frem til 31. december 2017.Efter kontraktens udløb, valgte klubben ikke at forlænge aftalen. Han stoppede sin aktive karriere den 2. februar 2018.